# Zachár Gyula (tanár)

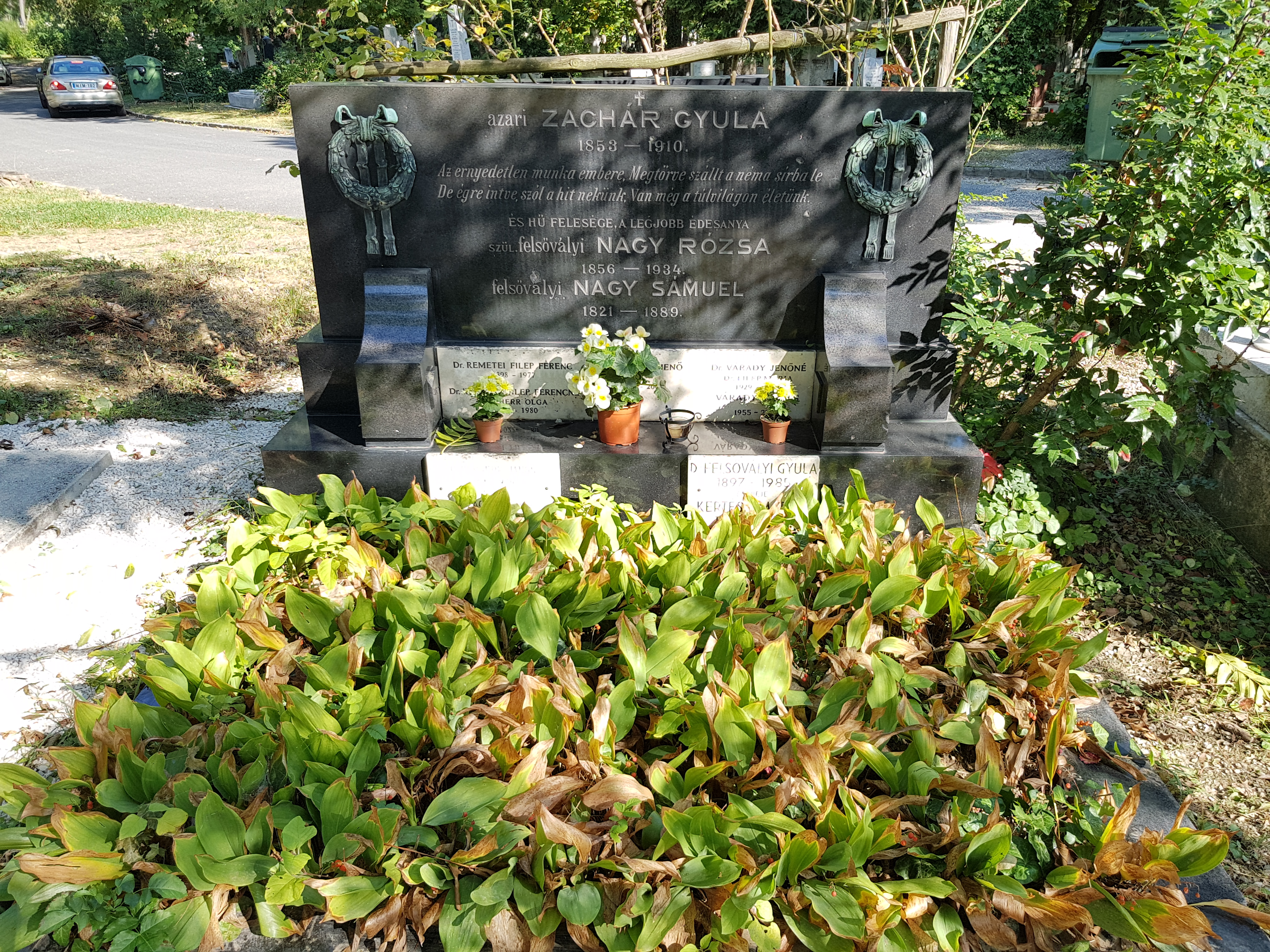
Zachár Gyula síremléke a Farkasréti temetőben.

Azari Zachár Gyula (Edelény, 1853. május 21. – Budapest, 1910. május 26.) székesfővárosi felsőkereskedelmi iskolai tanár; a magyar királyi vasúti tisztképző tanfolyam, a magyar királyi polgári iskolai tanítóképezde, a középiskolai tanárvizsgáló bizottság rendes tagja (az 1870-es években a sárközi takarékpénztár könyvelője volt Kalocsán) és a fővárosi önsegélyző takarékpénztár központi szövetkezetének egykori elnöke és vezérigazgatója.

## Életútja
Tanulmányait a pesti kereskedelmi akadémián (későbbi Kereskedelmi és Vendéglátóipari Főiskola, ma: Budapesti Gazdasági Főiskola) fejezte be. 1871-ben adótiszt, majd 1873-tól takarékpénztári könyvvezető volt Kalocsán. 1877-ben első könyvét a Kettős könyvvitel alkalmazása hitelintézeteinkben címen írta. A turfa-ipar keletkezése és fejlődésének története című munkájával 1879-ben a pesti Lloyd-társaságnál 30 aranyas pályadíjat nyert, amire 1880-ban Széll Kálmán a magyar általános takarékpénztárhoz irodafőnökül hozta fel. 1883-ben, amikor a Magyar pénzintézetek országos nyugdíjegyesületét létesítette, s melynek igazgatója is lett, teljesen a szakirodalom művelésére adta magát, a Pesti Hírlap közgazdasági rovatának a vezetésével kezdvén munkáját. Ezen működése közben hívták meg 1884-ben a székesfőváros által létesített közép kereskedelmi iskolákhoz a könyvvitel, kereskedelmi ismeretek és levelezés tanárává. 1886-ban alapította a Gyakorlati Kereskedelmi Tudományok című havi folyóiratot, melynek 10 éven át volt a szerkesztője. 1888-ban a vasúti tisztképző tanfolyamhoz, majd pedig a budapesti állami polgári iskolai tanító-képezdéhez hívták meg tanárnak. Az igazságügyi miniszter a kereskedelmi ügyekre állandó törvényszéki szakértőül nevezte ki. Tevékenysége a közpályán se maradt meddő s több részvénytársulat vette igénybe szakmunkásságát. Megalapította az önsegélyező takarékpénztár központi szövetkezetet is, melynek igazgatója volt. Az ezredéves kiállításban mint az V. (kereskedelmi) csoport jegyzője működött közre. 1897-ben a budapesti országos tanárvizsgáló bizottság tagjává nevezték ki.
Cikkeit közölte a Magyar Pénzügy.

## Munkái
1. A franczia kettős könyvvitel alkalmazása hitelintézetekben. Különös tekintettel a vidéki takarékpénztárak lényeges és segédkönyveire. Egy táblázattal. Budapest, 1877.
2. Fali kamattáblázatok irodák, hitelintézetek részére a kamatokat 1 frttól 5000 frtig különféle kamatlábra számítva. Vászonra húzható ívekben. Budapest, (1879.) 12 tábla.
3. A turfa-ipar keletkezése és fejlődésének története. A pesti Lloyd-társaság által pályakoszorúzva. Budapest. 1880.
4. Társadalmi önsegély. Az önsegély elmélete. Az iparos hitel szervezése. (Dicsérőleg kitüntetett pályamű.) Budapest, 1883.
5. Fairbanks-mérlegek az 1885. magyar országos kiállításon. Budapest, 1885. (Különnyomat a Pesti Hírlapból.)
6. Könyvviteltan iskolai és magánhasználatra. I. rész. Az egyszerű könyvvitel. Budapest, 1885. (Lengyel Sándorral.)
7. Könyvviteli rendszerek. Az egyszeres és kettős könyvvezetés lényeges könyveinek alakja, vezetése és lezárásának bemutatásával. Budapest, 1886. Három táblázat vászonra húzva.
8. Váltóisme, jog és szokások. Törvénymagyarázat illusztrált példákkal. (Budapest, 1888. (Gyakorlati kereskedelmi tudományok II. Mattyasovszky Lászlóval.)
9. Általános üzleti könyvvitel az egyszerű és kettős mód rendszereiben. Budapest, 1888.
10. Kereskedelmi isme, jog és szokások. A fennálló törvény szerinti intézkedéseknek a gyakorlati életben való alkalmazásával. Budapest, 1889.
11. A pénzintézeti üzletvitel, a megfelelő üzleti szokások, számolások és a kereskedelmi törvény szerinti eljárás tárgyalásával. Budapest, 1892.
12. Mezőgazdasági könyvvitel az egyszerű és kettős könyvvitel rendszerében. Budapest, 1894.
13. Pénzintézeti könyvvitel. Budapest, 1896.
14. Általános üzleti könyvvitel. Az egyszeres olasz és franczia kettős könyvvitel rendszere. Budapest, 1896.
15. Könyvviteltan. Az egyszerű és kettős könyvvezetés elmélete és gyakorlata. Budapest. 1897.
16. Vasúti számtan és könyvviteltan. Budapest, 1903. Két kötet (Olgyay Kálmánnal).

Szerkesztette a Pénzügyi Tárcza-Naptárt 1883-85. évekre; szerkesztette és kiadta a Kereskedelmi és Pénzügyi Szemle c. havi folyóiratot 1886. november 1-jétől 1896-ig és a Gyakorlati kereskedelmi tudományok a pénz-, biztosítási, közlekedési intézetek, a gyári és kézipar, a magán- és közforgalom, valamint a kereskedelem köréből c. gyűjteményes munkát 1889-től 1896-ig Budapesten.